# Acantholimon gabrieljaniae
Acantholimon gabrieljaniae е вид растение от семейство Саркофаеви (Plumbaginaceae).

## Разпространение
Разпространен е в Армения.